# Combretocarpus rotundatus
Combretocarpus rotundatus ist ein Baum in der Familie der Anisophylleaceae aus Borneo, Sumatra und dem südlichen Malaya. Es ist die einzige Art der Gattung Combretocarpus.

## Beschreibung
Combretocarpus rotundatus wächst als immergrüner Baum etwa 25–40 Meter hoch. Der Stammdurchmesser erreicht 80–100 Zentimeter. Die graue bis braune Borke ist rissig und es können kleinere Brett– oder seltener Stelzwurzeln und Pneumatophoren vorkommen.
Die einfachen, kurz gestielten und wechselständigen, ledrigen Laubblätter sind eiförmig bis elliptisch, rundlich oder verkehrt-eiförmig. Der Blattstiel ist etwa 8–15 Millimeter lang. Sie sind etwa 6–13 Zentimeter lang und ganzrandig und an der Spitze abgerundet bis rundspitzig. Die Nebenblätter fehlen. Die jungen Blätter sind rötlich.
Es werden achselständige und traubig-rispige, kurze Blütenstände gebildet. Die kleinen, zwittrigen und gestielten, gelben Blüten sind meist dreizählig mit meist doppelter Blütenhülle, die Kronblätter können auch fehlen. Der außen schuppige Kelch ist becherförmig mit klappigen und zurückgelegten, eiförmigen, etwas bewimperten Zipfeln und die kurzen bis minimalen Petalen sind meist fransig oder lappig bis länglich, bandförmig. Es sind 6–8 Staubblätter mit fädigen Staubfäden vorhanden. Der mehrkammerige Fruchtknoten ist unterständig mit drei pfriemlichen Griffeln mit fädigen Narben. Es ist ein lappiger Diskus vorhanden.
Es werden meist dreiflüglige und einsamige Flügelnüsse (Samara) gebildet. Sie sind etwa 1,5–2 Zentimeter lang und mit den papierartigen Flügeln 2–3 Zentimeter breit.

## Taxonomie
Die Erstbeschreibung des Basionyms Macrosolen rotundatus erfolgte 1860 (Publ. 1861) durch Friedrich Anton Wilhelm Miquel in Flora van Nederlandsch Indie, Eerste Bijvoegsel, Suppl. 346. Die Umteilung in die 1865 durch Joseph Dalton Hooker in G.Bentham & J.D.Hooker, Gen. Pl. 1: 683 aufgestellte Gattung Combretocarpus zu Combretocarpus rotundatus erfolgte 1929 durch Benedictus Hubertus Danser in Bull. Jard. Bot. Buitenzorg, sér. 3, 10: 345. Ein Synonym ist Combretocarpus motleyi Hook.f.

## Verwendung
Das recht schwere, moderat beständige Holz ist bekannt als Perepat danat oder Keruntum. Das Holz ist nicht zu verwechseln mit dem von Sonneratia alba welches auch mit Perepat bezeichnet wird.